# Drobnołuszczak jeleni

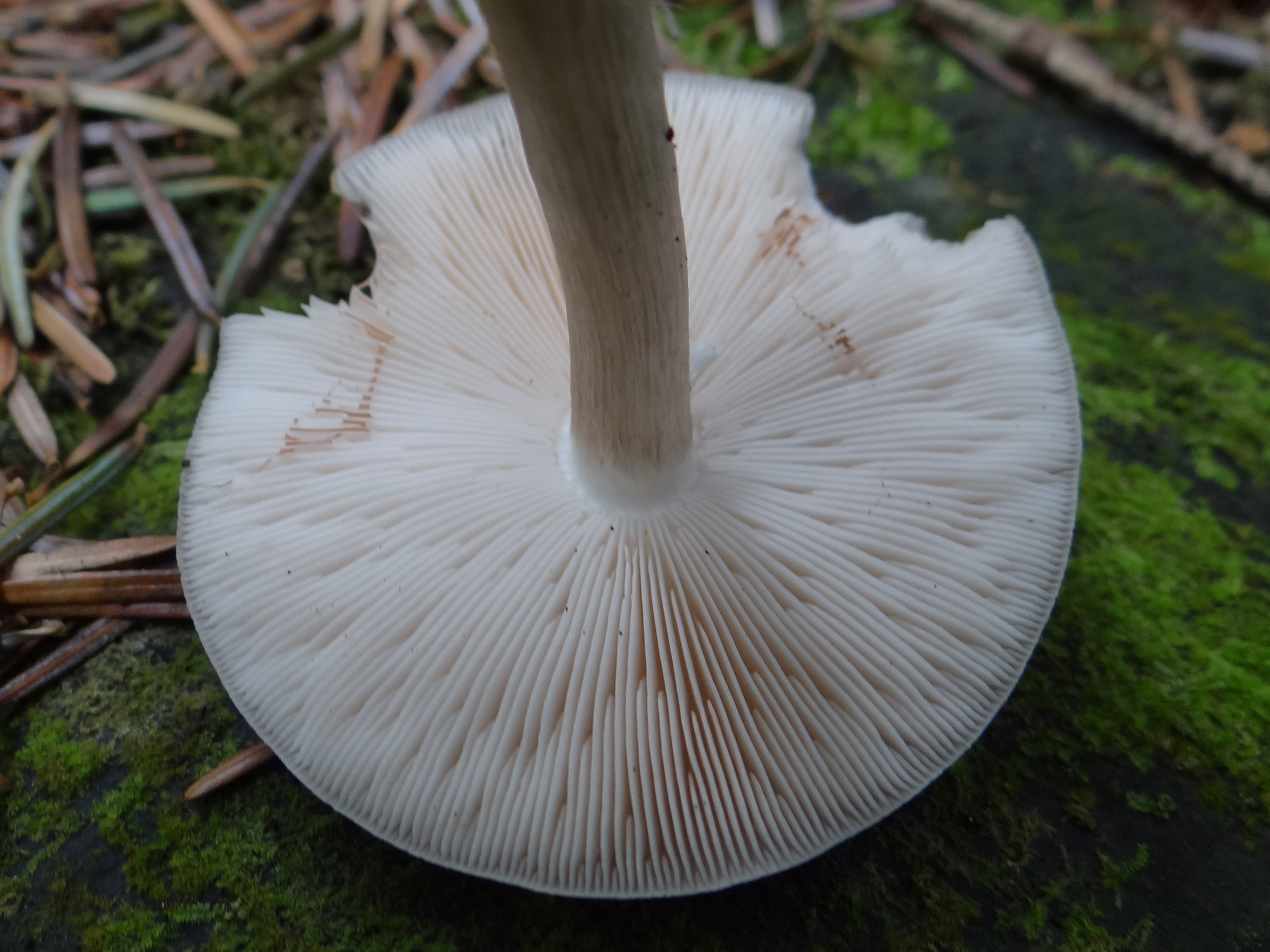

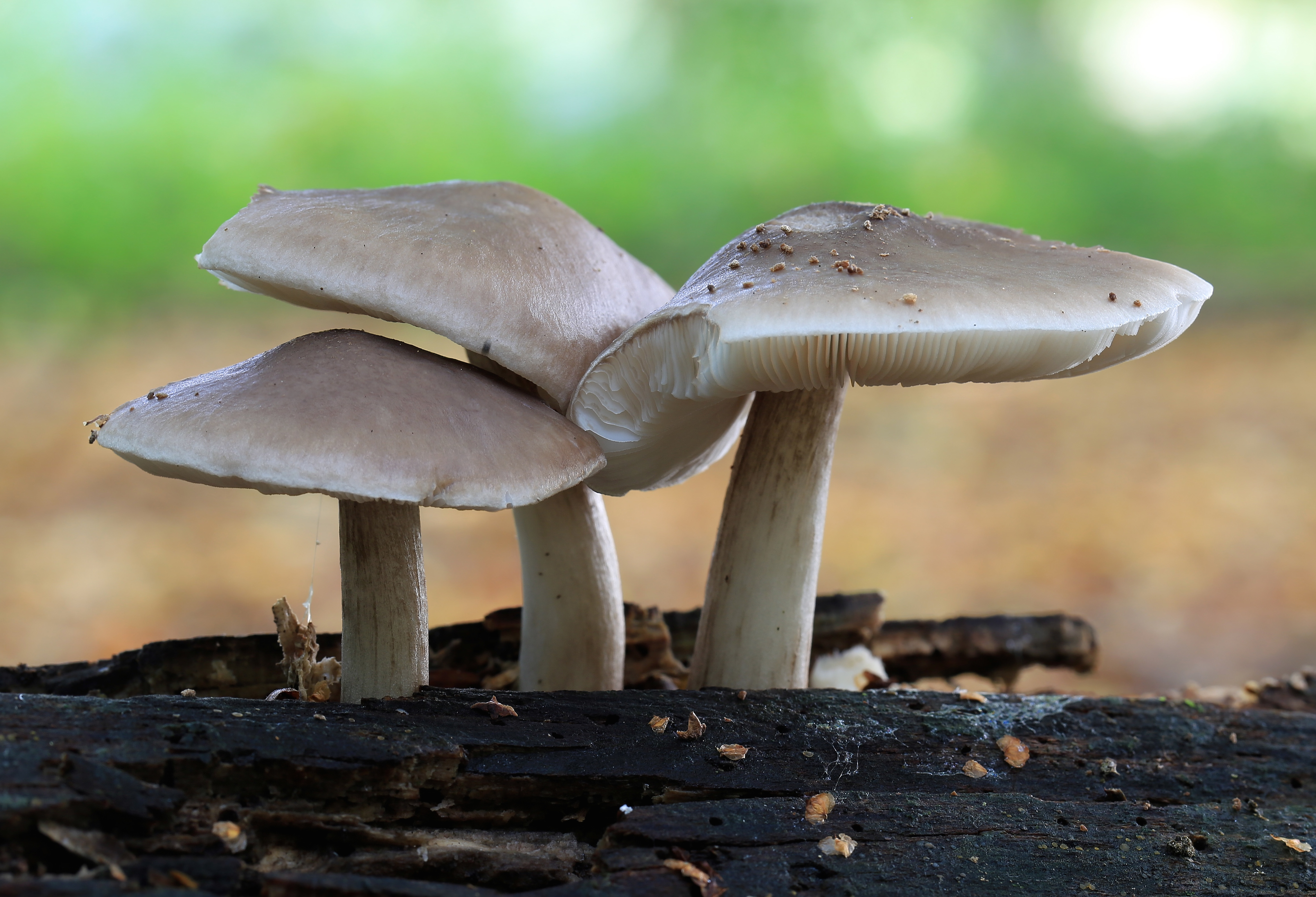

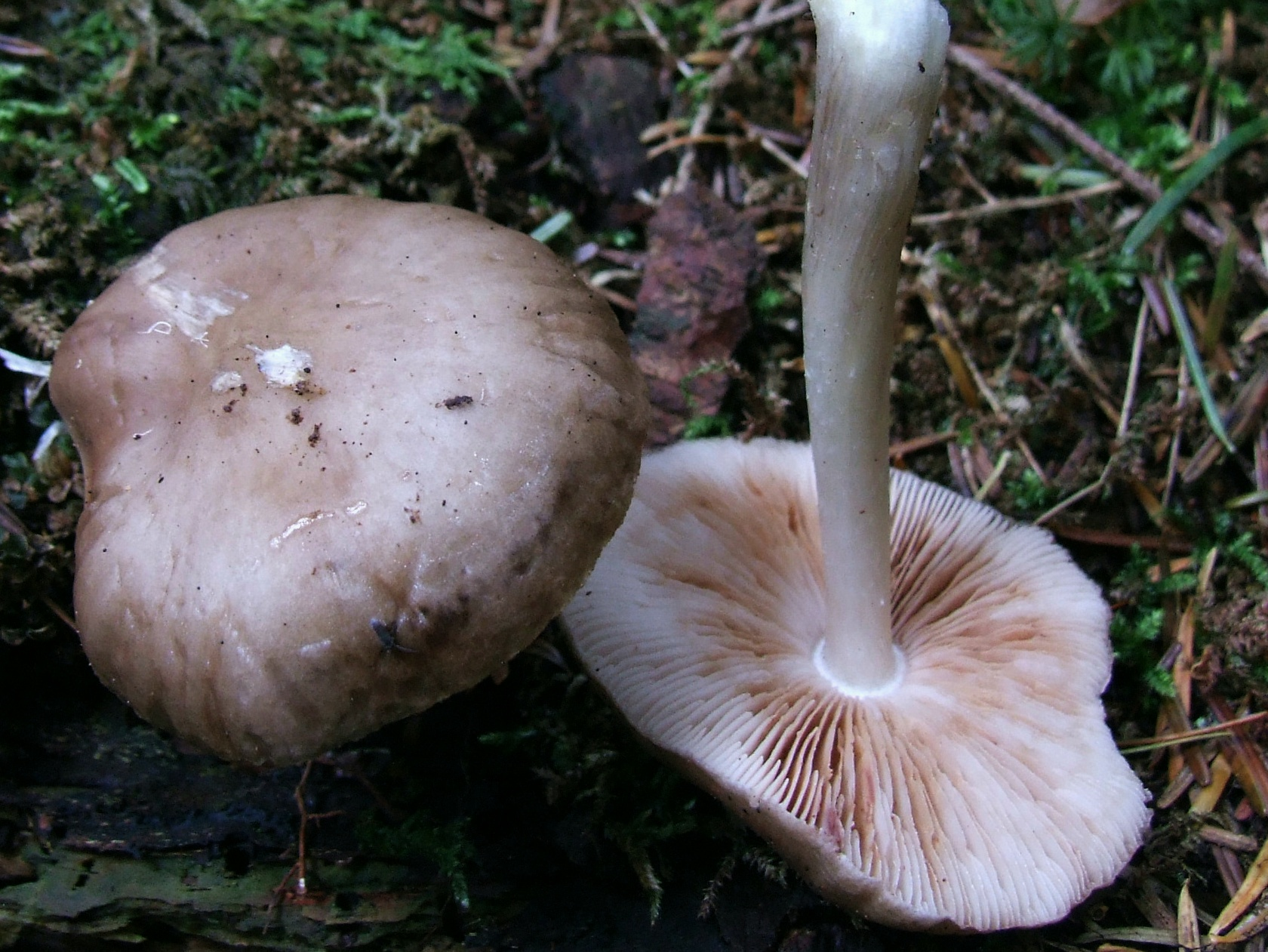

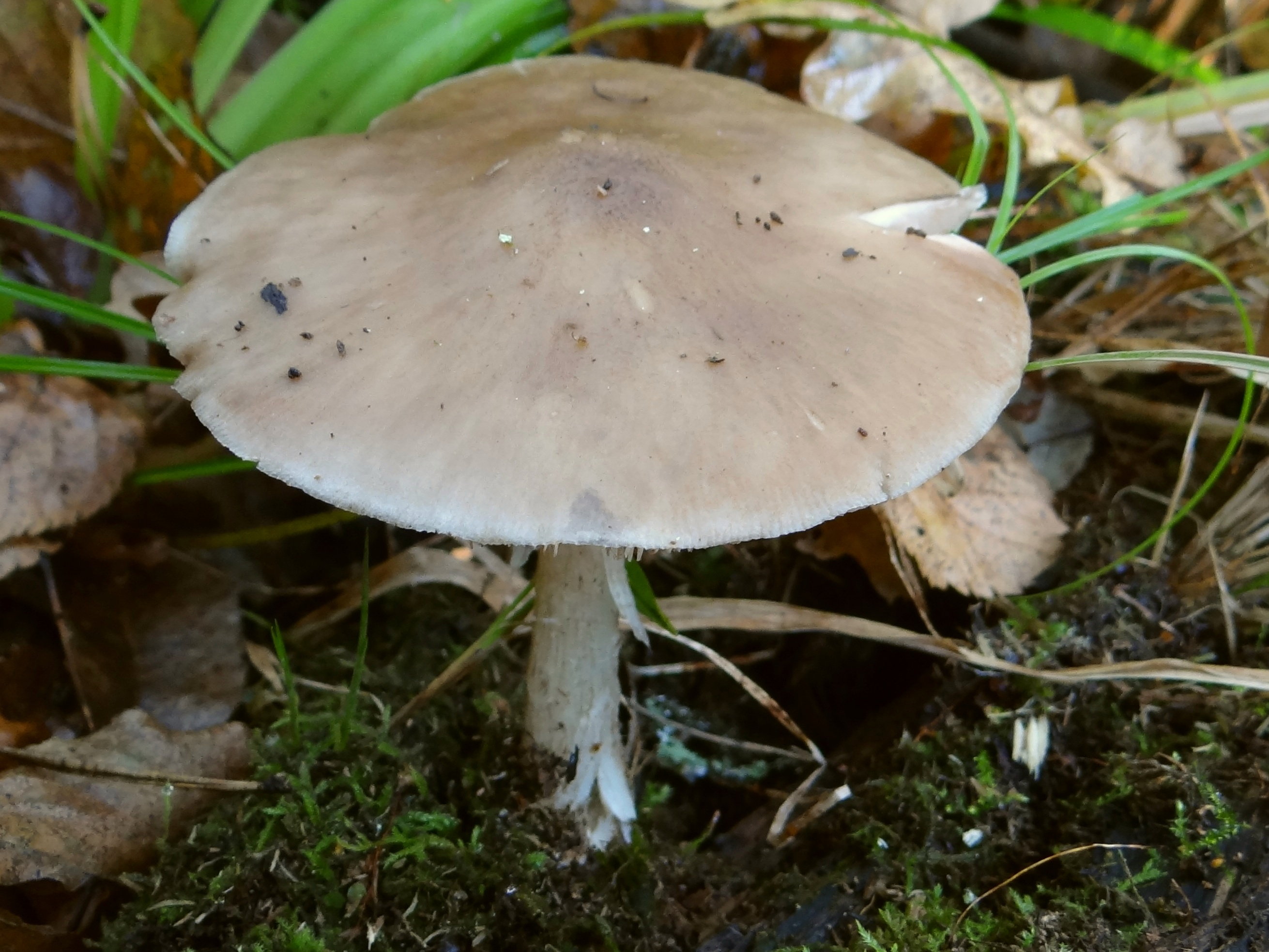

Drobnołuszczak jeleni (Pluteus cervinus (Schaeff.) P. Kumm.) – gatunek grzybów należący do rodziny łuskowcowatych (Pluteaceae).

## Systematyka i nazewnictwo
Pozycja w klasyfikacji według Index Fungorum: Pluteus, Pluteaceae, Agaricales, Agaricomycetidae, Agaricomycetes, Agaricomycotina, Basidiomycota, Fungi.
Po raz pierwszy takson ten zdiagnozował w 1774 r. Schaeffer nadając mu nazwę Agaricus cervinus. Obecną, uznaną przez Index Fungorum nazwę nadał mu w 1871 r. P. Kumm., przenosząc go do rodzaju Pluteus. Ma około 40 synonimów łacińskich. Niektóre z nich:

- Agaricus atricapillus Batsch, 1786
- Agaricus cervinus Schaeff. 1774
- Pluteus atricapillus (Batsch) Fayod 1889
- Rhodosporus cervinus (Schaeff.) J. Schröt. 1889

Nazwę polską podał Władysław Wojewoda w 2003 r. (dla synonimu Pluteus atricapillus). W polskim piśmiennictwie mykologicznym gatunek ten ma też inne nazwy: bedłka jelenia, daszak jeleni, rumieniak jeleni, łuskowiec jeleni. Łacińska nazwa cervinus pochodzi od słowa cervus oznaczającego jelenia, polska nazwa jest tłumaczeniem nazwy łacińskiej. Nie oznaczają one jednak podobieństwa grzyba do jelenia, ani nie sugerują tego, by grzyb ten był przysmakiem jeleni, lecz nawiązują do poroża jelenia. Mianowice podstawki tego grzyba, na których powstają zarodniki, są "rogate" – mają dwa wyrostki przypominające poroże jelenia.

## Morfologia
Kapelusz
Średnica 5–12 cm, czasami nawet do 15 cm, początkowo jest półkulisty, później wypukły, na koniec płaski. Czasami posiada tępy garb, czasami środek kapelusza jest pomarszczony lub guzkowaty. Powierzchnia jedwabista lub z drobnymi, wrośniętymi włókienkami. Barwa kapelusza w różnych odcieniach brązu i koloru szarego; od jasnoszarobrązowej do czarnobrązowej, zdarzają się też osobniki albinotyczne o całkowicie białym kapeluszu. Podczas wilgotnej pogody jest błyszczący.
Blaszki
Wolne (nie dochodzące do trzonu). U młodych okazów kremowobiałe, potem łososioworóżowe, dość gęste, brzuchate.
Trzon
Wysokość 5–10 cm, grubość 0,5–1,5 cm, ale czasami zdarzają się okazy o grubości trzonu do 3 cm. Jest walcowaty, rzadziej maczugowaty. Powierzchnia brudnobiała z ciemniejszymi włókienkami tworzącymi podłużne smugi. W młodości trzon pełny, u starych okazów pusty.
Miąższ
Białawy, w kapeluszu elastyczny, w trzonie dość kruchy. Smak łagodny, nieco stęchły lub ziemisty, zapach dość silny, podobny do rzodkwi lub kiełków ziemniaka.
Cechy mikroskopowe
Wysyp zarodników różowy. Zarodniki szerokoelipsoidalne, gładkie, o rozmiarach (6,5) 7,5 × 6,5 μm. Podstawki 4-zarodnikowe o rozmiarach 20–31 × 6,5–9 μm. Licznie występują cienkościenne i bezbarwne cheilocystydy o rozmiarach 15–60 × 10–25 μm i krótkomaczugowatym lub gruszkowatym kształcie. Również licznie występują pleurocystydy. Mają rozmiar 50–90 (120) × 10–18 μm, są wąskowrzecionowate, długie i zakończone na wierzchołku 2–6 ostrymi hakami. Mają grubą ścianę w szczytowej części. Strzępki w skórce kapelusza mają szerokość do 20 μm i ułożone są równolegle do jego powierzchni. Ich końcowe części o długości około 50–60 μm mają zaokrąglone końce i zawierają brązowy barwnik. Na strzępkach brak sprzążek.

## Występowanie i siedlisko
Poza Afryką i Antarktydą występuje na wszystkich kontynentach, a także na wielu wyspach. W Ameryce Północnej oraz w Europie Środkowej jest częsty. W Polsce jest bardzo pospolity.
Występuje w lasach, zarówno iglastych, jak liściastych i mieszanych. Rośnie na zbutwiałym drewnie; na pniach, grubszych gałęziach znajdujących się na ziemi, na korze, na trocie i różnego rodzaju ścinkach drzewnych, nigdy jednak na cienkich gałęziach. Owocniki pojawiają się od wiosny do późnej jesieni, pojedynczo lub w niewielkich grupach (po kilka sztuk). Szczególnie bujnie rozwija się na wilgotnych trocinach i stosach drobnych, butwiejących odpadków drzewnych.

## Znaczenie
Saprotrof. Grzyb jadalny, jednak mało smaczny, ma bowiem piwniczny zapach, a ze względu na cienki miąższ jest mało wydajny.

## Gatunki podobne
- pieniążnica szerokoblaszkowa (Megacollybia platyphylla). Ma rzadsze, ale szersze i zawsze białe i przyrośnięte do trzonu blaszki, a u podstawy trzonu liczne ryzomorfy. Wysyp zarodników jest biały[6].
- drobnołuszczak czarnoostrzowy (Pluteus atromarginatus) ma ciemnobrązowe lub czarne ostrza blaszek i rośnie na drewnie drzew iglastych[9].
- drobnołuszczak zielonawoszary (Pluteus salicinus) ma szaroczarniawy kapelusz bez brązowych odcieni. Rośnie na drewnie wierzby[6].
- istnieje jeszcze kilka podobnych gatunków łuskowców. Pewne ich rozróżnienie możliwe jest tylko badaniami mikroskopowymi[9].